# Pseudognaptodon attenuatus
Pseudognaptodon attenuatus är en stekelart som beskrevs av Williams 2004. Pseudognaptodon attenuatus ingår i släktet Pseudognaptodon och familjen bracksteklar. Inga underarter finns listade i Catalogue of Life.